# Theope tetrastigmoides
Espèce
Theope tetrastigmoides est une espèce d'insectes lépidoptères appartenant à la famille  des Riodinidae et au genre Theope.

## Taxonomie
Theope tetrastigmoides a été nommé par Jason Piers Wilton Hall en 2008 .

## Description
Le mâle présente un dessus marron, la femelle un dessus ocre foncé.
Le revers est ocre chez le mâle, ocre clair chez la femelle avec une ligne submarginale de points foncés cerclés de clair.

## Écologie et distribution
Theope tetrastigmoides est présent en Équateur et en Guyane. En Guyane il a été trouvé sur la commune de Roura, dans la zone côtière,.

### Protection
Pas de statut de protection particulier.